# Kyrkvalla
Kyrkvalla är en by i Kyrkslätt i det finländska landskapet Nyland. Byn ligger mellan Kantvik och Kyrkslätts centrum. Kyrkvalla består huvudsakligen av enfamiljshus som är byggda på 1960- och 1970-talet samt fyra radhus. Kyrkvalla ligger endast cirka en kilometer från Kyrkslätts centrum. Kyrkvallaområdet är uppdelat från Gesterby gårds marker. På 1960-talet gick vägen från Kyrkvalla genom Gesterby gårds betesmarker till Prästgårdsbacken. Till en början hade byn en gemensam bybrunn, där det senare installerades en handpump.